# ناحیه افینگتون، شهرستان اوتر تیل، مینه سوتا
ناحیه افینگتون (به انگلیسی: Effington Township) یک منطقهٔ مسکونی در ایالات متحده آمریکا است که در شهرستان اوتر تیل، مینه‌سوتا واقع شده‌است.
 ناحیه افینگتون ۹۰٫۷ کیلومتر مربع مساحت و ۲۹۷ نفر جمعیت دارد و ۴۶۴ متر بالاتر از سطح دریا واقع شده‌است.